# Benito Skinner
Benito Skinner (3 de novembro de 1993) é um ator e comediante estadunidense.Ele é conhecido por sua personalidade online Benny Drama, e realiza impressões de celebridades, esquetes e personagens originais em plataformas como Instagram, YouTube e TikTok. Em 2025 ele criou e estrelou a série de comédia dramática Overcompensating.

## Vida Inicial e Educação
Skinner nasceu e cresceu em Boise, Idaho, e frequentou a Bishop Kelly High School. Enquanto estava no último ano do ensino médio, Skinner fundou a organização sem fins lucrativos OATHS, que significa Organization Assisting the Homeless Student, e foi reconhecido no Dia Nacional da Filantropia de Idaho de 2011. Ele também jogou no time de futebol do Bishop Kelly como wide receiver.
Algumas de suas primeiras inspirações cômicas foram Robin Williams em seu papel como Mrs. Doubtfire e Bob Esponja Calça Quadrada. Enquanto ele apresentava interpretações de Britney Spears e Destiny's Child músicas para sua família, ele discutiu a repressão de algumas de suas inclinações iniciais para performance e comédia devido a bullying e comentários homofóbicos.
Ele passou a frequentar a Universidade de Georgetown em Washington, D.C., onde estudou atuação, inglês e estudos de cinema e mídia. Na faculdade, Skinner começou a experimentar performances na forma de sincronizações labiais gravadas e outros vídeos. Ele criou a conta @BennyDrama7 no Instagram no ensino médio - com o “7” referindo-se ao seu número de camisa de futebol - mas só começou a postar vídeos cômicos enquanto estava na faculdade. 
Enquanto estava em Georgetown, Skinner também foi o co-criador e apresentador do BEAT$, um programa de rádio semanal do campus conhecido por seus estilos de música pop.

## Carreira
Depois de se formar, Skinner trabalhou como editor de vídeo enquanto continuava a criar conteúdo online. Em 2016, Skinner tornou públicas suas contas de mídia social, e este trabalho inicial se desenvolveu em vídeos de comédia no Instagram, TikTok e YouTube. Ele é conhecido por suas imitações de celebridades, como Shawn Mendes, Lana Del Rey e Kourtney Kardashian, bem como por personagens originais como Jenni the Hairdresser. Ele descreveu seu trabalho como totalmente enraizado na cultura pop.
Em 2018, ele apresentou seu show de estreia Overcompensating no Carolines on Broadway para um público esgotado no New York Comedy Festival. Ele apresentou o podcast de cultura pop Obsessed com Mary Beth Barone no Spotify por uma temporada e 50 episódios. Skinner e Barone lançaram um novo podcast de cultura pop, Ride, em 2023.
Em 2024, Skinner estrelou o primeiro longa de Chelsea Peretti First Time Female Director.
Skinner criou a série 2025 Overcompensating para Amazon Prime Video.

## Vida pessoal
Skinner é gay e se assumiu em seu último ano de faculdade. Ele está em um relacionamento com o diretor e fotógrafo Terrence O’Connor desde 2016. Eles residem em Los Angeles, Califórnia. Eles são conhecidos por suas elaboradas e cuidadosamente construídas fantasias anuais de Halloween para casais.

## Filmografia

### Filmes
| Ano  | Título                     | Papel          | Notas |
| ---- | -------------------------- | -------------- | ----- |
| 2023 | First Time Female Director | Rudy           |       |
| 2025 | Idiotka                    | Jonathan Smith |       |

### Séries de televisão
| Ano     | Título               | Papel                   | Notas                                           |
| ------- | -------------------- | ----------------------- | ----------------------------------------------- |
| 2019    | Hitbox               | Scooter                 | Episódio: "Climax"                              |
| 2021    | Search Party         | Nate                    | Episódio: "Home Again, Home Again, Jiggity-Jig" |
| 2021–22 | Ziwe                 | Kim Kardashian / Willet | 2 episódios                                     |
| 2022    | Queer as Folk        | Jack Cole Jordan        | 4 episódios                                     |
| 2022    | The Kardashians      | Ele mesmo               | Episódio: "Bucket List Goals"                   |
| 2024    | Curb Your Enthusiasm | Vendedor                | Episódio: "The Lawn Jockey"                     |
| 2025    | Overcompensating     | Benny                   | Também escritor e produtor executivo            |